# إدوارد جاردين
إدوارد جاردين (بالإنجليزية: Edward Jardine)‏ هو ضابط أمريكي، ولد في 2 نوفمبر 1828 في بروكلين في الولايات المتحدة، وتوفي في 16 يوليو 1893 في نيويورك في الولايات المتحدة بسبب مرض.